# Kanton Paimpol
Der Kanton Paimpol (bretonisch Kanton Pempoull) ist seit 1790 ein französischer Kanton in den Arrondissements Guingamp und Saint-Brieuc, im Département Côtes-d’Armor, in der Region Bretagne; sein Hauptort ist Paimpol.

## Geschichte
Der Kanton entstand am 15. Februar 1790. Von 1801 bis 2015 gehörten sieben Gemeinden zum Kanton Paimpol. Mit der Neuordnung der Kantone in Frankreich stieg die Zahl der Gemeinden 2015 auf 10. Nebst den 7 Gemeinden des alten Kantons Paimpol kamen noch 3 der 5 Gemeinden des bisherigen Kantons Plouha hinzu.

## Lage
Der Kanton liegt im Norden des Départements Côtes-d’Armor.

## Gemeinden

### Kanton Paimpol seit 2015
Der Kanton besteht aus zehn Gemeinden mit insgesamt 19.167 Einwohnern (Stand: 1. Januar 2022) auf einer Gesamtfläche von 132,25 km²:
| Gemeinde       | Bretonisch    | Einwohner (2022) | Fläche (km²) | Code postal | Code Insee | Arrondissement |
| -------------- | ------------- | ---------------- | ------------ | ----------- | ---------- | -------------- |
| Île-de-Bréhat  | Ened-Vriad    | 427              | 3,09         | 22870       | 22016      | Saint-Brieuc   |
| Kerfot         | Kerfod        | 634              | 5,71         | 22500       | 22086      | Guingamp       |
| Lanleff        | Lanleñv       | 121              | 2,16         | 22290       | 22108      | Guingamp       |
| Lanloup        | Sant-Loup     | 251              | 2,45         | 22580       | 22109      | Guingamp       |
| Paimpol        | Pempoull      | 7.266            | 23,61        | 22500       | 22162      | Guingamp       |
| Pléhédel       | Plehedel      | 1.317            | 12,36        | 22290       | 22178      | Guingamp       |
| Ploubazlanec   | Plaeraneg     | 2.985            | 15,04        | 22620       | 22210      | Guingamp       |
| Plouézec       | Ploueg-ar-Mor | 3.129            | 27,87        | 22470       | 22214      | Guingamp       |
| Plourivo       | Plourivoù     | 2.267            | 28,35        | 22860       | 22233      | Guingamp       |
| Yvias          | Eviaz         | 770              | 11,61        | 22930       | 22390      | Guingamp       |
| Kanton Paimpol | Pempoull      | 19.167           | 132,25       | -           | 2211       | -              |

### Kanton Paimpol bis 2015
Der alte Kanton Paimpol umfasste sieben Gemeinden:
| Gemeinde       | Bretonisch    | Einwohner | Fläche in km² | Code postal | Code Insee |
| -------------- | ------------- | --------- | ------------- | ----------- | ---------- |
| Île-de-Bréhat  | Ened-Vriad    | 427       | 3,09          | 22870       | 22016      |
| Kerfot         | Kerfod        | 634       | 5,71          | 22500       | 22086      |
| Paimpol        | Pempoull      | 7.266     | 23,61         | 22500       | 22162      |
| Ploubazlanec   | Plaeraneg     | 2.985     | 15,04         | 22620       | 22210      |
| Plouézec       | Ploueg-ar-Mor | 3.129     | 27,87         | 22470       | 22214      |
| Plourivo       | Plourivoù     | 2.267     | 28,35         | 22860       | 22233      |
| Yvias          | Eviaz         | 770       | 11,61         | 22930       | 22390      |
| Kanton Paimpol | Pempoull      | 17.694    | 118.27        | -           | 2228       |

### Bevölkerungsentwicklung des alten Kantons bis 2015
| 1962   | 1968   | 1975   | 1982   | 1990   | 1999   | 2006   | 2012   |
| ------ | ------ | ------ | ------ | ------ | ------ | ------ | ------ |
| 18.889 | 18.397 | 18.501 | 18.444 | 18.353 | 18.079 | 18.172 | 17.769 |

## Politik
Im 1. Wahlgang am 22. März 2015 erreichte keines der vier Wahlpaare die absolute Mehrheit. Bei der Stichwahl am 29. März 2015 gewann das Gespann Jean-Yves de Chaisemartin/Monique Nicolas (beide UDI) gegen Éric Bothorel/Martine Le Morvan (beide Union de la Gauche) mit einem Stimmenanteil von 50,13 % (Wahlbeteiligung:56,19 %).
| Vertreter im conseil général des Départements | Vertreter im conseil général des Départements | Vertreter im conseil général des Départements |
| Amtszeit                                      | Name                                          | Partei                                        |
| --------------------------------------------- | --------------------------------------------- | --------------------------------------------- |
| 1979–1992                                     | Louis Conan                                   | PS                                            |
| 1992–2004                                     | Jean-Claude Vitel                             | DVD                                           |
| 2004–2011                                     | Alain Le Guyader                              | PS                                            |
| 2011–2015                                     | Éric Bothorel                                 | PS                                            |
| 2015–                                         | Jean-Yves de Chaisemartin Monique Nicolas     | UDI                                           |